# Merdsavan
Merdsavan ou Merdzavan (en arménien Մերձավան) est une communauté rurale du marz d'Armavir, en Arménie. Elle compte 3 387 habitants en 2009.